# Mavis Hinds
Mavis Kathleen Hinds (1929-2009) fue una meteoróloga inglesa que, junto con Fred Bushby, fue pionera en el uso de computadoras para realizar cálculos meteorológicos en el Reino Unido. Estudió Matemáticas en el University College London (UCL) y al graduarse se unió a la Oficina Meteorológica (Met) del Reino Unido en 1951, asistiendo al Curso de Pronóstico Inicial ese mismo año. Continuó trabajando con Bushby en el uso de Lyons Electronic Office (LEO), una de las primeras computadoras desarrolladas por J. Lyons & Co de Cadby Hall, Londres, y se convirtió en una experta en escribir, ejecutar y corregir programas de computadora para la predicción del tiempo. En ese momento, fue vista como una de las primeras meteorólogas destacadas y también la primera en desempeñar un papel de liderazgo en el desarrollo de la predicción meteorológica numérica, no solo en el Reino Unido sino también en todo el mundo.

## Educación
Hinds obtuvo un Diploma en la Escuela Superior en matemáticas puras, matemáticas aplicadas y física. Una combinación ideal de asignaturas para el estudio de la meteorología en la que ya estaba interesada. Por los resultados de su examen de acceso, Mavis fue premiada con una beca y un puesto para cursar matemáticas en el University College London (UCL)..

## Trayectoria
Desde 1951 trabajó en la Oficina Meteorológica del Reino Unido como parte de su División de Investigación de Pronósticos, que se había establecido en 1949 en Dunstable, Inglaterra. Hinds, como miembro de la División, fue fundamental en el desarrollo de la Predicción Numérica del Tiempo (NWP). Los primeros días del NWP, a fines de la década de 1940, se basaron en el cálculo manual, pero a medida que las máquinas de computación electrónica comenzaron a desarrollarse en los EE. UU. (ENIAC) y el Reino Unido (EDSAC y LEO I), NWP aumentó en confiabilidad y prevalencia. En 1954, en una reunión de la Royal Meteorological Society, Bushby y Hinds presentaron el primer pronóstico baroclínico basado en computadora en Europa. Desde 1951, habían estado haciendo uso de la potencia informática de la primera oficina electrónica de Lyons (LEO), la primera computadora comercial del mundo, desarrollada por J. Lyons & Co catering de Cadby Hall, Londres.
Debido a que a principios de la década de 1950, la Oficina Meteorológica del Reino Unido no tenía instalaciones informáticas internas, la potencia de cálculo tuvo que obtenerse del uso a tiempo parcial de LEO I y también del Ferranti Mark 1 Star en la Universidad de Manchester. El uso de estas primeras computadoras implicaba trabajar en horas poco sociables cuando otras personas no usaban las máquinas. A lo largo de los años cincuenta y sesenta, Hinds trabajó con Fred Bushby y otros en una serie de artículos publicados que detallaban los desarrollos realizados. En 1981, Hind reflexionó sobre el impacto de la computación en la predicción meteorológica que comenzó para ella con el trabajo realizado utilizando el LEO I y en 1994 contribuyó con un capítulo sobre la historia de la informatización de la Met Office del Reino Unido al libro de Peter Bird sobre el desarrollo de Ordenadores LEO

## Artículos publicados
- "Computation of the field of atmospheric development by an electronic computer". Bushby & Hinds (1953). Meteorol. Res. Papers. 765
- "Computated 500mb tendency in a baroclinic atmosphere using an electronic computer". Bushby & Hinds (1953). Meteorol. Res. Papers. 790.
- "Computation of the field of the 1000–500 mb thickness tendency, the 1000 mb height tendency and the horizontal field of vertical motion, using an electronic computer". Bushby & Hinds (1953). Meteorol. Res. Papers. 794.
- "The electronic computation of two series of 500 mb, 1000 mb and 500–1000 mb thickness forecast harts by application of the SawyerBushby 2 parameter baroclinc model". Bushby & Hinds (1953). Meteorol. Res. Papers. 841.
- "Electronic computation of the field of atmospheric development". Bushby & Hinds (1953).  Meteorological Magazine. 82: 330–334.
- "Computation of tendencies and vertical motion with a two-parameter model of the atmosphere". Bushby & Hinds (1954). Quarterly Journal of the Royal Meteorological Society. 80.
- "The computation of forecast charts by application of the Sawyer-Bushby two-parameter model". Bushby & Hinds (1954). Quarterly Journal of the Royal Meteorological Society. 80.
- "A preliminary report on ten computed sets of forecasts based on the Sawyer and Bushby two-parameter atmospheric model". Bushby & Hinds (1954).Meteorol. Res. Papers. 863.
- "Further computation of the 24-h pressure changes based on a two-parameter model". Bushby & Hinds (1955). Quarterly Journal of the Royal Meteorological Society. 81: 396–402
- "A report on some experiments in numerical prediction using a stream function". Knighting & Hinds (1960). Quarterly Journal of the Royal Meteorological Society. 86